# Schizopygopsis anteroventris
Schizopygopsis anteroventris är en fiskart som beskrevs av Wu och Tsao, 1989. Schizopygopsis anteroventris ingår i släktet Schizopygopsis och familjen karpfiskar. Inga underarter finns listade i Catalogue of Life.